# Nota de crédito rural
A nota de crédito rural é título executivo extrajudicial o qual é emitida pelo próprio devedor sendo, portanto, dotada dos requisitos de liquidez, certeza e exigibilidade, cuja presunção milita a favor do credor, somente poderá ser elidida por prova contundente em sentido contrário, competindo o ônus exclusivamente ao devedor.
Esse título é sem garantial "real", ou seja, não pode ter imóveis dados em garantia hipotecária ou fiduciária.